# Modulatricidae
Arcanatoridae
Famille
Les Modulatricidae, anciennement connus sous le nom d’Arcanatoridae, sont une famille de passereaux.

## Répartition
Les espèces de la famille des Modulatricidae sont présentes en Afrique centrale, peuplant la forêt humide d'afromontane de Tanzanie (Modulatrix stictigula), du Mozambique (Arcanator orostruthus), de RDC et du golfe du Biafra (Kakamega poliothorax).

## Taxinomie
La famille des Modulatricidae a été créée en 2015 par Jon Fjeldså (d), Per G. P. Ericson (d), Ulf S. Johansson (d) et Dario Zuccon (d).
À la suite de l'étude phylogénique de Johansson et al. (2008) qui montre que les lignées des Promeropidae et des Arcanatoridae sont sœurs et basales de toute la radiation des Passerida, le Congrès ornithologique international (classification 3.2, 2012) déplace les genres Modulatrix, Arcanator et Kakamega dans une famille distincte, les Arcanatoridae (puis rebaptisée Modulatricidae avec l’ajout de la modulatrice à lunettes, en vertu du principe de priorité). La classification  7.3, 2017 recommande, elle, l'utilisation du terme Modulatricidae sans modifier le rattachement des genres.

### Liste des espèces
D'après la classification de référence (version 5.2, 2015) du Congrès ornithologique international (ordre phylogénique) :
- Modulatrix stictigula – Modulatrice à lunettes
- Arcanator orostruthus – Modulatrice grivelée
- Kakamega poliothorax – Kakameg à poitrine grise